# Nicolas Mateesco Matte
Œuvres principales
- Traité de droit aérien-aéronautique. Évolution, problèmes spatiaux
- Droit aérospatial
- Droit aérospatial: de l'exploration scientifique à l'utilisation commerciale
- Droit aérospatial. Les télécommunications par satellites

Nicolas Mateesco Matte (né Niculae Mateescu), OC, CQ, CR, SRC est un juriste québécois d’origine roumaine, grand spécialiste du droit aérien et spatial,.

## Biographie
Né le 3 décembre 1913 à Craiova, en Roumanie, il est mort le 13 avril 2016 à l’âge de 102 ans, laissant dans le deuil sa fille Anne-Karyne et son fils Daniel. Il était l’époux de Monica Matte (née Monique Bunger Berzeanu), morte le 19 mai 2008
Il étudie à l’école française privée (1920-1924) et aux Lycées Carol et Lazar de Bucarest (1924-1931). Il obtient un doctorat en droit de l'Université de Bucarest en 1939. Il est inscrit au Barreau de Bucarest jusqu'en 1946. Installé à Paris après la Seconde Guerre mondiale, il obtient un doctorat en droit international de l'Université de Paris en 1947.
Fuyant la dictature communiste de Nicolae Ceaușescu, il émigre au Canada en 1950 et devient citoyen canadien en 1956. Il est admis au Barreau du Québec en 1956 . Au début des années 1960, Niculae Mateescu prend officiellement le nom de Nicolas Mateesco Matte. Ce changement est reconnu le par une loi de l’Assemblée nationale du Québec, sanctionnée le 11 avril 1962.
De 1951 à 1968, il est professeur et titulaire de la Chaire de droit aérien de l’Université de Montréal, qui devient par la suite la Chaire de droit aérien et spatial. il participe alors à la formation professionnelle plusieurs hommes d'état québécois, dont Pierre Elliott Trudeau, René Lévesque et Robert Bourassa. Il est aussi professeur invité aux universités de Paris, Aix-Marseille, Nantes, Nice, et au Collège de France.
C'est également à compter de 1951, à l'Université de Montréal, qu'il devient conseiller officiel du Club des relations internationales des étudiants de l’Université de Montréal (C.R.I.), fondé en 1947 par l'étudiant en droit D'Iberville Fortier,,.
En 1961, il commence une longue association avec l'Institut de droit aérien et spatial de l'Université McGill, d'abord comme professeur invité, puis directeur de la recherche et directeur en 1976. Il prend sa retraite de l'Institut le 31 mars 1991 et il est alors nommé Directeur émérite,.
« Ardent défenseur de la langue française, il fut le premier à jeter les bases du droit aérien et spatial en français. Il fut même membre désigné de la commission Gendron (1968-1973).
De 1995 à 2009, il est avocat-conseil au cabinet BCF Avocats d’affaires de Montréal,.
Le Cosmodôme et la Ville de Brossard
Engagé dans son milieu, il a collaboré à la création du Cosmodôme de Laval et au développement de la municipalité de Brossard, sur la Rive-Sud de Montréal, où un boulevard porte son nom.

## Prix et distinctions
- Prix de l’Institut international de droit spatial de la Fédération internationale d’astronautique (pour ses contribution au développement du droit de l’espace extra-atmosphérique )
- Prix Edward Warner de l’OACI[15]
- Prix Crystal Helmet (1996) de l’Association of Space Explorers[16]
- Officier de l’Ordre du Canada (1976)
- Chevalier de l’Ordre national du Québec (2008)[17]
- Membre de la Société royale du Canada (1984)
- Chevalier de la Légion d’honneur de France (1986)[18]
- Commandant de l'Ordre national du Prix du Mérite de Roumanie

## Ouvrages de Nicolas Mateesco Matte
Nicolas Mateesco Matte a publié de nombreux traités et essais en droit aérien et spatial, la plupart en français.
- La Péremption de l'instance, Bucarest, Tirajul, 1939, 115 p.
- La Coutume dans les cycles juridiques internationaux, Paris, A. Pedone, 1947, 302 p. Lettre préface de Marcel Sibert.
- Vers un nouveau droit international de la mer, Paris, Pedone, 1950, viii, 162 p.
- Droit aérien-aéronautique. Évolution. Nouvelle orientation, Paris, A. Pedone, 1954, x, 312 p.
- Évolution du fédéralisme, Montréal, [s.é.], 1960, 20 p.
- Traité de droit aérien-aéronautique. Évolution, problèmes spatiaux, Paris, Éditions A. Pedone, 1964, 1021 p.; 1980, x, 844 p.
- Deux frontières invisibles. De la mer territoriale à l'air territorial, Éditions A. Pedone, 1965, 295 p. Ill.
- Droit aérospatial, Paris, Pedone, 1969, x, 604 p.
- The International Legal Status of the Aircraft Commander/Le Statut juridique international du commandant d'aéronef, Toronto, Distributed by Carlswell, 1975, 119 p.
- International Air Transport: Law, Organization and Policies for the Future. Proceedings of the Institute of Air and Space Law 25th Anniversary Conference, November 17-19, 1976, Moot Court Room, Faculty of Law, McGill University, Montreal /Le Transport aérien international: droit, organisation et principes directeurs pour l'avenir: rapports de la Conférence du 25e anniversaire de l'Institut de droit aérien et spatial, 17-19 novembre, 1976, Moot Court Room, Faculté de droit, Université McGill, Montréal, [s.l., s.é., 1976?], xi, 172 p. Éditeur.
- Legal Implications of Remote Sensing from Outer Space, Leyden, A.W. Sijthoff, 1976, xiv, 197 p. Éditeur avec Hamilton DeSaussure.
- Droit aérospatial: de l'exploration scientifique à l'utilisation commerciale, Paris, Éditions A. Pedone, 1976, 436 p.
- Aerospace Law: from Scientific Exploration to Commercial Utilization, Toronto, Distributed by Carswell Co., 1977, 354 p.
- Télésat, Symphonie et la Coopération spatiale régionale, Montréal/Paris, ICDAS, McGill/Éditions A. Pedone, 1978, viii, 133 p. Éditeur.
- Aerospace Law. Telecommunications Satellites, Montréal, Centre for Research of Air and Space Law, McGill University/Centre de recherche en droit aérien et spatial, (1980), iv, 199 f. (Texte polycopié).
- Space Policy and Programmes Today and Tomorrow. The Vanishing Duopole, Montréal, Distributed by ICASL, McGill University, 1980, xiii, 183 p.
- Aerospace Law, Telecommunications Satellites, Montréal, Centre for Research of Air and Space Law, McGill University/Centre de recherche en droit aérien et spatial (1981), 571 f.
- The Law of the Sea and Outer Space. A Comparative Survey of Specific Issues, Montréal, Centre for Research of Air and Space Law, McGill University/Centre de recherche en droit aérien et spatial, 1981, 47 f. (Texte polycopié).
- Droit aérospatial. Les télécommunications par satellites, Paris/Montréal, Pedone, 1982, xi, 472 p. Version anglaise: Aerospace Law. Telecommunications Satellites, Toronto, Butterworths/Institute and Center of Air and Space Law, McGill University, 1982, xxi, 354 p.
- Space Activities and Emerging International Law, Montreal, Centre for Research of Air and Space Law/Centre de recherche en droit aérien et spatial, 1984, xvii, 627 p. Éditeur.
- An Arms Race in Outer Space. Could Treaties Prevent it? Proceedings of the Symposium Held on October 30 and November 1, 1985 /Centre for Research of Air and Space Law /Des traités pourraient-ils éviter la course aux armements dans l'espace extra-atmosphérique? Rapports du symposium tenu les 30 octobre et 1er novembre 1985 /Centre de recherche en droit aérien et spatial, Montréal, The Centre/Le Centre, 1985?, viii, 221 p.
- Arms Control and Disarmament in Outer Space: Lecture Seminars Given at the Centre for Research of Air and Space Law, Montreal, Centre for Research of Air and Space Law, McGill University, 1985, viii, 203 p. Ill.

### Articles
- « A qui appartient le milieu aérien », La Revue du Barreau de la Province de Québec, vol. 12, no 5, mai 1952, p. 227-242.
- « Les Précurseurs de l'ONU », La Revue du Barreau de la Province de Québec, vol. 13, no 6, juin 1953, p. 262-274.
- « Le Parlement du Canada a-t-il compétence pour voter une loi des droits de l'homme », Thémis[19], no 38, 1961, p. 77-101.
- « De Varsovie à Montréal avec escale à La Haye », Revue générale de l'air et de l'espace, no 4, 1966, p. 348-374.
- « Les Notions de volonté et liberté dans le droit aérien-aéronautique canadien », Revue française de droit aérien, vol. 21, no 1, janv.-mars 1967, p. 15-29.
- « Le Statut juridique international du commandant d'aéronef », Annuaire de droit maritime et aérien, t. 1, 1974, p. 207-247.
- « La Dernière Révision de la Convention de Varsovie : les Protocoles de Montréal de 1975 », Annuaire de droit maritime et aérien, t. 2, 1975, p. 327-343.
- « La Convention de Rome: vingt-cinq ans après », Annuaire de droit maritime et aérien, t. 3, 1976, p. 335-365.
- « La Convention de Genève relative à la reconnaissance internationale des droits sur l'aéronef, trente ans après », Annuaire de droit maritime et aérien, t. 4, 1979, p. 349-383.
- « A qui appartient le milieu aérien », Annales de droit aérien et spatial, vol. 5, 1980, p. 223-249.
- « Les Services aériens réguliers et non réguliers dans le système de Chicago », Annuaire de droit maritime et aérien, t. 5, 1980, p. 301-355.
- « Le Droit de la mer de le Droit spatial: une étude comparative de problèmes spécifiques », Annuaire de droit maritime et aérien, t. 6, 1981, p. 439-461.
- « Le Traité de l'espace de 1967 et l'Utilisation militaire du milieu extra-atmosphérique », Annuaire de droit maritime et aérien, t. 6, 1983, p. 315-334.
- « La Convention de Chicago quarante ans après », Annuaire de droit maritime et aérien, t. 7, 1985, p. 187-197.